# دانشگاه هاوایی

دانشگاه هاوایی (به انگلیسی: University of Hawaii) سامانه یا مجموعه ای دانشگاهی است که شامل سه دانشگاه، هفت کالج و مرکز آموزش اداری، سه مرکز دانشگاهی و تعداد دیگری مراکز تحقیقاتی می‌باشد که در شش جزیره مختلف ایالت «هاوایی» واقع شده‌اند.

## جنجال دانشگاه هاوایی در ایران
شعبه‌ای از دانشگاه هاوایی در سال ۱۳۷۲ در ایران بدون مجوز وزارت علوم تأسیس شد که به متقاضیان به صورت تحصیلات مکاتبه‌ای مدرک تحصیلی و بر اساس تجربیات آنها اعطا می کرد. ریاست این دانشگاه در ایران بر عهدهٔ اردشیر قاسملو بود فعالیت این دانشگاه در سال ۱۳۸۰ با شکایت وزارت علوم متوقف شد و دادگاه مؤسسان ایرانی این دانشگاه چندین سال طول کشید که سرانجام به پرداخت ده میلیون تومان جریمه محکوم شدند. برخی ۷۰۰۰ دانش آموخته این دانشگاه که مدارک تحصیلیشان باطل شد، صاحب منصبان جمهوری اسلامی از جمله قضات، معاونان وزرا و مسئولان کشوری بودند.